# Departament de Madre de Dios
Madre de Dios és una de les regions del Perú. Limita al nord amb l'Estat d'Acre,(Brasil) i la Regió d'Ucayali; a l'est amb el Departament de Pando (Bolívia), al sud i est amb les regions de Puno i Cusco.

## Divisió administrativa
La regió es divideix en tres províncies:
- Tambopata
- Manu
- Tahuamanu